# Bandera de Drenthe
La bandera de Drenthe fou establerta per ordre de l'executiu provincial el 19 de febrer de 1947, sent la primera província neerlandesa a tenir una bandera oficial. La bandera fou dissenyada per Gerlof Auke Bontekoe, alcalde de Sleen del 1927 al 1938 i posteriorment d'Ooststellingwerf.

## Disseny
Es tracta d'una bandera de camp blanc amb dues faixes vermelles estretes a la part central. Entre aquestes s'hi insereix una torre negre centrada amb sis estrelles de cinc puntes, tres a cada banda, també en color vermell. La bandera utilitza els colors blanc i vermell, perquè es tracta dels colors tradicionals saxons. El blanc i el vermell també coincideixen amb els colors de la ciutat d'Utrecht. Drenthe va formar part durant molt de temps del territori de l'Oversticht i governada pel bisbat d'Utrecht. Les sis estrelles representen les sis antigues jurisdiccions més importants: Zuidenveld, Oostermoer, Noordenveld, Rolder, Beiler i Dieverderdingspel. I la torre fa referència als castell de Coevorden des d'on es governà la província.

### Colors
| Model de color | Vermell     | Blanc         | Negre     |
| -------------- | ----------- | ------------- | --------- |
| Pantone        | 2035 C      | Blanc         | Black 6 C |
| RGB            | 218, 18, 26 | 255, 255, 255 | 0, 0, 0   |
| CMYK           | 0-92-88-15  | 0-0-0-0       | 0-0-0-100 |
| HTML           | #DA121A     | #FFFFFF       | #000000   |